# Grand Galibier
Grand Galibier – szczyt w Alpach Kotyjskich, części Alp Zachodnich. Leży w południowo-wschodniej Francji w regionie Prowansja-Alpy-Lazurowe Wybrzeże, blisko granicy z Włochami. Szczyt można zdobyć z miejscowości Valloire przez przełęcz Col du Galibier (2645 m).